# Laborer's Love

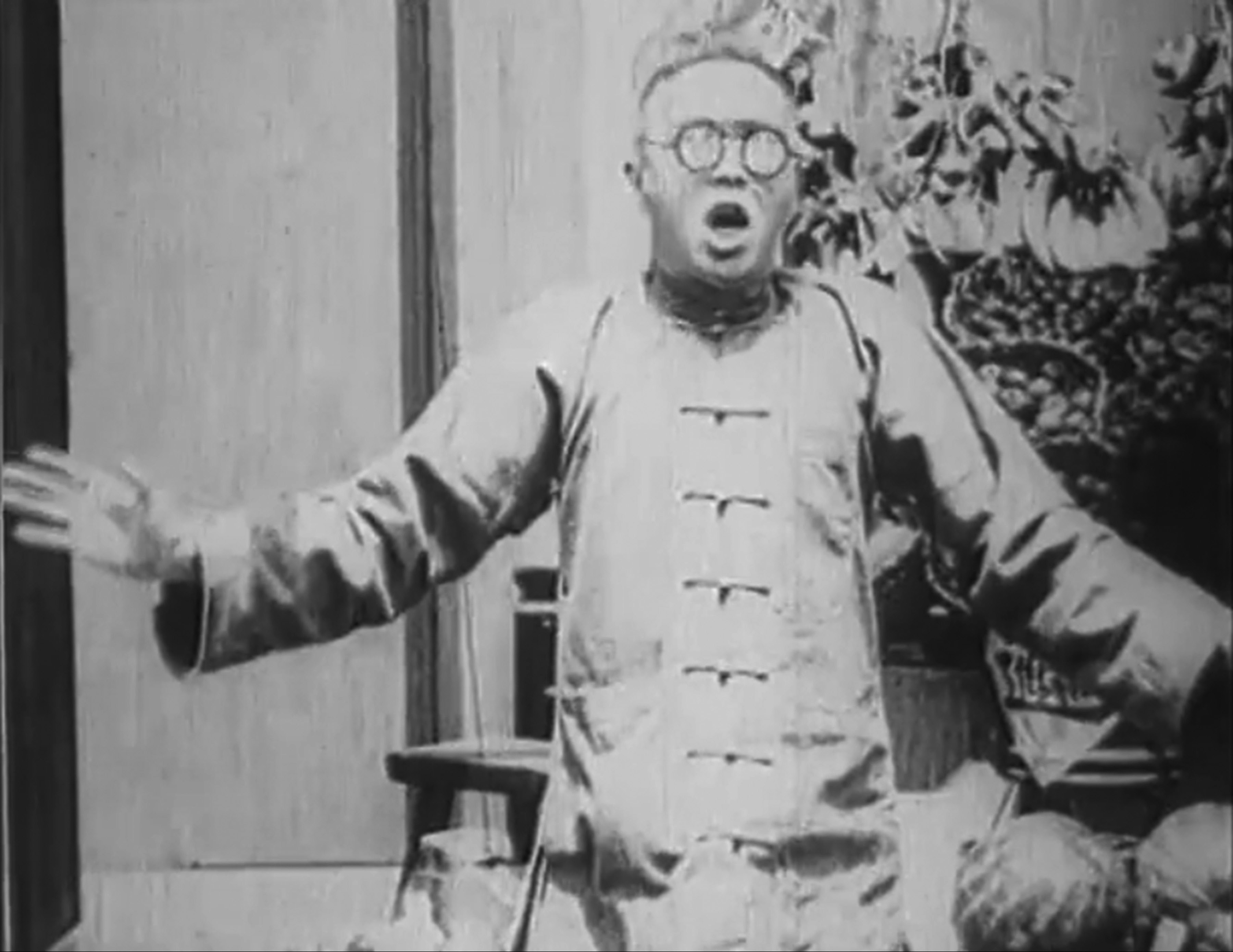
L'actor Zheng Zhegu en el paper del fuster Zheng, amb ulleres estil Harold Lloyd

Laborer's Love (xinès: 劳工之爱情). Pel·lícula xinesa del 1922. Curtmetratge de 22 minuts, pel·lícula muda amb intertítols en xinès i anglès. També és coneguda com  Romance of a Fruit Peddler  o  Love's Labors.Dirigida per Zhang Shichuan amb guió de Zheng Zhengqiu. Produïda, durant el Moviment per la Nova Cultura en l'època republicana, pels estudis Minxing, es va estrenar 5 d'octubre de 1922 al Teatre Olimpic de Shanghai. Amb "The King of Comedy Visits Shanghai" i "Uproar in a Bizarre Theater" és un dels tres primers curtmetratges produïts per Minxing.El 2006 la pel·lícula va ser catalogada com una de les 100 millors pel·lícules de la Xina en els darrers 100 anys. Tot i que la realització de cinema a la Xina va començar a la dècada de 1890, Laborer's Love és la primera pel·lícula completa de la història cinematogràfica de la Xina que està disponible avui en dia.Una versió subtitulada de la pel·lícula, que incorpora les diferències entre el text xinès i anglès dels intertítols, està disponible a YouTube.

## Realització
"Laborer's Love" va representar un us avançat de la càmera i la conversió del temps i l'espai en comparació amb els fragments de comèdia normals de l'època. La pel·lícula té un total de sis escenes, amb la fruiteria com a centre. A un costat hi ha l'estufa , a l'altre costat hi ha l'escala, a dalt hi ha una sala, a baix hi ha la residència del fuster i davant la fruiteria la casa del Dr. Zhu.Cada escena és relativament independent, i els actors actuen en un espai independent i relativament tancat. Aquestes escenes són molt senzilles, majoritàriament fetes de peces d'escenografia, però la profunditat de l'escena s'incrementa en contrastar la col·locació d'objectes en primer pla i en el fons. Per exemple, a la clínica de Zhu, hi ha dues taules en primer pla i una paret al fons. Els personatges de l'escena es mouen en profunditat, com algú de la casa de te que camina del fons al primer pla per fer el te per als convidats, i algú entra i surt per la porta del fons. A més, es crea un espai de ficció complet a través de les posicions dels personatges que entren i surten del quadre i les seves línies de comunicació. Per exemple, tots els personatges entren a la imatge des de la part frontal i lateral, és a dir, des de darrere de la càmera, formant un cert angle amb l'eix de la imatge, el contacte visual entre la Sra. Zhu i el fuster Zheng també mira directament càmera o en diagonal a la càmera.
A causa de la il·luminació dispersa, algunes imatges no tenen nivells de llum i foscor, i fins i tot no es pot distingir entre el dia i la nit, cosa que afecta directament el realisme de la pel·lícula. Té més de 130 plans amb gags divertidíssims inspirats en Harold Lloyd, com es el personatge de Zheng, el venedor, que recorda el personatge amb ulleres, "The Boy" de Lloyd.
Tot i que el film manté els rastres escènics comuns a les primeres pel·lícules , mantenint la disposició de l'escena i la interpretació de l'actor (com els personatges que entren i surten de la imatge horitzontalment, amb un l'escenari simètric) la pel·lícula intenta modificar les escenes amb la disposició de la càmera. Els creadors han creat una escena de comèdia fascinant, completa i ordenada canviant les diferents escenes de panoràmiques a primers plans i utilitzant tècniques de pantalla com el muntatge creuat, la superposició, la fotografia de degradació i l'objectiu subjectiu.

## Argument
L'argument està extret directament de la vida real i explica en clau humorística la història d'un venedor de fruites que intenta per tots els mitjans per guanyar-se l'amor de la filla del metge del barri. A diferència de les històries purament còmiques  té una història relativament completa, i presta atenció a la caracterització dels personatges i el desenvolupament de la trama.
Quan comença la pel·lícula, un home anomenat "Fuster Zheng" de la província de Guangdong acaba d'arribar a Shanghai, després de viure a Nanyang. Al seu retorn, decideix canviar de professió, convertint-se en venedor de fruites. El seu negoci crida molt l'atenció dels nens del barri. Zheng està molt ocupat amb la seva feina, en contrast amb la clínica mèdica en dificultats que hi ha al costat del carrer. La clínica està dirigida pel doctor Zhu i la seva filla, la senyoreta Zhu, i ràpidament es genera una atracció romàntica entre la jove i Zheng. El duet platònic es comunica entre ells connectant la fruiteria a la clínica mèdica mitjançant una corda, al llarg de la qual transporten cistelles plenes d'objectes d'anada i tornada, que també es coneix com la connexió de llançament de fruites (xinès: 掷果).缘 pinyin: zhì guǒ yuán). Més tard, la senyoreta Zhu visita la fruiteria de Zheng i ell l'ajuda a desfer-se d'uns quants pinxps locals que l'han estat assetjant. Finalment, la senyoreta Zhu i Zheng s'enamoren, però el doctor Zhu s'oposa a la relació a causa del baix estatus socioeconòmic de Zheng. No obstant això, davant les seves dificultats financeres, el doctor Zhu accepta deixar que Zheng es casi amb la seva filla si el seu jove el pot ajudar a revifar el seu negoci mèdic fallit. Zheng està consternat, creient que és una tasca impossible, però aviat se li acudeix la idea de modificar l'escala d'un club de jocs d'atzar prop del consultori del metge. Altera l'escala per transformar-la a voluntat en una rampa lliscant; després d'això, només ha d'esperar que els clients desprevinguts surtin del club i llisquin ràpidament cap a la part inferior de l'escala, lesionant-se a la part inferior. Ho repeteix nombroses vegades, creant una gran base de clients nova per al Doctor Zhu fins al punt que el vell amb prou feines pot mantenir-se al dia amb la demanda, requerint que Zheng intervingui i presti també els seus serveis. Amb la clínica mèdica prosperant un altre cop, el doctor Zhu aprova amb molt de gust el matrimoni entre la senyoreta Zhu i Zheng.

## Protagonistes
- Zheng Zhegu en el paper del fuster Zheng i venedor ambulant de fruïtes
- Zheng Zhengqiu com a Doctor Zhu
- Yu Ying com Zhu la filla del Doctor Zhu